# Systema naturae
Systema naturae, též i Systema naturæ, je kniha, v níž švédský přírodovědec Carl Linné roku 1735 zavedl binomickou nomenklaturu rostlin i zvířat. Ačkoli dvouslovná jména částečně používali už bratři Gaspard a Johann Bauhinovi o dvě stě let dříve, Linné je jako první používal systematicky v celé knize. První vydání knihy vyšlo v roce 1735 v Leidenu, autor totiž v letech 1735–1737 žil v Holandsku. Desáté vydání této knihy z roku 1758 je nejdůležitější a je výchozím bodem nomenklatury organismů.
V letech 1766–1768 Linné publikoval rozšířené 12. vydání, poslední s jeho autorstvím. Poslední, opět doplněnou verzi ve stejném stylu a s názvem Systema Naturae publikoval v Lipsku Johann Friedrich Gmelin mezi roky 1788 a 1793.

## Okolnosti vydání
Knihu Systema naturae napsal Linné ve Švédsku. Na jaře 1735 se vydal do Holandska získat doktorát a rukopis a několik dalších prací, včetně doktorské vezl s sebou. V červnu získal titul doktora medicíny na univerzitě Harderwijk. S vydáním Systema naturae Linnému pomohl Jan Frederik Gronovius, doktor medicíny a botanik z Leidenu; Gronovius byl prací natolik nadšen, že ji vydal na vlastní účet. Kniha byla publikována v Leidenu v létě 1735 v nakladatelství Theodora Haaka.
Titul knihy se průběžně měnil, první vydání neslo název Systema naturae sive regna tria naturae systematice proposita per classes, ordines, genera, & species (Soustava přírody, neboli tři říše přírody systematicky rozložené do tříd, řádů, rodů a druhů), celý titul 10. vydání zní Systema naturæ per regna tria naturæ, secundum classes, ordines, genera, species, cum characteribus, differentiis, synonymis, locis neboli Soustavu přírody podle tří říší přírody, a též tříd, řádů, rodů a druhů, s popisy, charakteristikami, synonymy a místy.

## Taxonomie
V knize Linné zavedl tři říše – rostlin, živočichů a minerálů, dále členěné na třídy, řády, rody a druhy. Pořadí, ve kterém postupoval ve výkladu o rostlinách, bylo založeno na znacích jejich pohlavních orgánů, a to umístění, struktuře a počtu tyčinek a pestíků. Říši rostlin rozdělil do 24 tříd. Svůj klasifikační systém Linné později aplikoval na všechny v té době známé rostliny.
Výklad o říši živočichů Linné založil na originální klasifikaci do šesti tříd: čtyřnohých (později přejmenovaných na savce), ptáků, plazů, ryb, hmyzu a červů. Prvním mezi savci byl člověk, zařazený do třídy savců, řádu primátů, rodu Homo a druhu Homo sapiens s ironickou charakteristikou nosce te ipsum, „poznej sebe sama“.
Analogickým způsobem jako rostliny a živočichy Linné roztřídil i minerály.